# Hertog van Dover
Hertog van Dover (Engels: Duke of Dover) is een Britse adellijke titel. 
De titel hertog van Dover werd gecreëerd in 1708 door koningin Anna voor James Douglas, 2e hertog van Queensberry. Met het kinderloos overlijden van de tweede hertog in 1778 verviel de titel aan de kroon.

## Hertog van Dover(1708)
- James Douglas, 1e hertog van Dover (1708–1711)
- Charles Douglas, 2e hertog van Dover (1711–1778)